# Французька приватна школа міста Одеси
Французька приватна школа міста Одеси (фр. École française privée d'Odessa (ÉFPO)) — одна із 566 французьких міжнародних шкіл, мережа яких охоплює 138 держав світу. Школа та її освітні програми пройшли процедуру акредитації (фр. Accréditation) та отримали схвалення Міністерством національної освіти, вищої освіти та досліджень Франції (фр. Ministère de l’Éducation nationale, de l'Enseignement supérieur et de la Recherche).

## Історія
У квітні 2013 у місті Одеса було відкрито першу на півдні України міжнародну французьку загальноосвітню приватну школу. Уже з 15 червня розпочався запис учнів до школи, а 1 вересня 2013 школа відкрила свої двері першим учням. Школа розташувалась у орендованих приміщеннях по вулиці Варненській, 4-Б, безпосередньо у парку ім. Горького. Школу було відкрито за підтримки Посольства Франції в Україні, Французької світської місії (фр. Mission laïque française MLF)) та Альянс Франсез (фр. Alliance française (af)).
1 вересня 2015 французька приватна школа відкрила свої двері у новій будівлі за адресою вул. Гагарінське плато 5/1.

## Освітні програми
Дитячий садочок школи, його персонал та освітні програми сертифіковані Агентством французької освіти за кордоном
Міністерства національної освіти, вищої освіти та досліджень Франції на трьох рівнях:
- секція малюків (фр. Petite section);
- середня група (фр. Moyenne section);
- старша група (фр. Grande section).

Школа проводить роботу з впровадження і підготовки до сертифікації решти освітніх програм початкових класів CP, CE1-CE2 та CM1-CM2. Для учнів середніх класів і ліцею передбачена можливість здобувати дипломи про базову і повну загальну освіту за допомоги французького Національного центру дистанційної освіти. Дипломи про повну загальну освіту французького бакалаврату надають можливість здобувати вищу освіту у вищих навчальних закладах Франції та у багатьох вищих навчальних закладах ЄС.

## Стипендії
Сім'ям із невисокими рівнями доходів виділяються стипендії, які допомагають частково покрити витрати но освіту їх дітей. Стипендії призначаються для учнів французької національності, починаючи із трирічного віку, які занесені до реєстру французьких громадян, що продивають за кордоном та навчаються у навчальному закладі.
Також можуть надаватися стипендії найкращим учням школи, які не є громадянами Франції, і які мають бажання продовжити навчання у навчальних закладах, розташованих на території Франції.